# Borhausen
Borhausen ist eine untergegangene Siedlungsstätte der heutigen Gemeinde Allendorf (Eder) im Landkreis Waldeck-Frankenberg in Hessen.

## Lage
Der Ort lag im oberen Bereich des Inselbachtales etwa anderthalb Kilometer westlich des heutigen Weilers Dachsloch. Die Siedlungsstelle existiert noch unter dem Flurnamen im Reedchen weiter.

## Geschichte
Das Dorf befand sich in Diedenshäuser Besitz. Im Jahr 1394 verkauft Gerlach von Diedenshausen seinen kompletten Anteil am Dorf an Brosken von Viermünden. Dieser Ausverkauf der Diedenshäuser Ritter könnte eine Ursache für den Niedergang des Dorfes sein.

## Frühere Namen
- 1394  Bochuß